# Maarten en Sint Maarten
Maarten en Sint Maarten is een volksverhaal uit Nederland.

## Het verhaal
De familie van Maarten Blom is onlangs verhuisd. In het nieuwe dorp wordt Sint-Maarten gevierd, Maarten kent dit niet. Annemiek, het zusje van Maarten, zit in de eerste klas. Maarten hoort deze kinderen een liedje zingen een sint-maartensliedje als hij een briefje aan de juf moet geven. Met een boodschap voor de meester gaat hij terug naar zijn eigen klas. 's Middags vraagt Maarten aan Kees wie Sint-Maarten is. Kees legt uit dat kleine kinderen op 11 november met lampionnen langs de huizen gaan om snoep of geld te halen. Hij klaagt over mandarijnen en doosjes rozijnen. Kees haalt in de bibliotheek een boek over heiligen en volksfeesten en leest over het sint-maartensfeest.
De soldaat Maarten sneed op een koude winterdag zijn mantel met zijn zwaard in tweeën en gaf de helft aan een bedelaar. De andere helft sloeg hij zelf om en hij droomde van Jezus. Jezus dankte hem voor de mantel. Maarten werd christen en liet zich dopen. Hij werd bisschop van Tours en vond de arme mensen belangrijker dan de rijke. Na zijn dood werden vele verhalen verteld en er werden kerken naar hem vernoemd. Ook de Martinitoren in Groningen. Op 11 november viert men feest.
De volgende dag is de moeder van Maarten ziek en Annemiek kan nu niet met haar lampion lopen, vader komt pas om negen uur thuis. Maarten weigert met haar mee te gaan. Annemiek gaat in een hoek zitten en Maarten wil genieten van een avondje tv. Om zeven uur wordt er gebeld en er wordt een liedje gezongen. Samen met Annemiek geeft hij lekkers aan de deur, maar hij ziet dat zijn zusje huilt. Dan steekt Maarten de lampion van Annemiek aan en samen gaan ze van huis tot huis. Ook bij het huis van Kees bellen ze aan en Maarten zingt samen met Annemiek, Sint-Maarten trok zich ook niks aan wat anderen vonden toen hij zijn mantel doormidden sneed en een deel gaf aan een bedelaar.